# Grewia villosa
Grewia villosa is een plantensoort uit de kaasjeskruidfamilie (Malvaceae). De soort komt voor in Afrika, op het Arabisch schiereiland, in Iran en op het Indisch subcontinent. Het is een struik die een hoogte van 4 meter kan bereiken. De struik groeit voornamelijk in droge habitats.